# 19 км (колійний пост)
19 кіломе́тр — залізничний колійний пост Київської дирекції Південно-Західної залізниці.

Колійний пост відкрито в 2018 році. Призначений для регулювання руху поїздів в напрямку станції Бориспіль-Аеропорт. Розташований за селом Велика Олександрівка Бориспільського району перед Борисполем Київської області в напрямку аеропорту «Бориспіль» на перетині двох ліній Дарниця — Слобода-Петрівка та 19 км — Бориспіль-Аеропорт між станціями Імені Георгія Кірпи (10 км), Бориспіль (3 км) та Бориспіль-Аеропорт (4 км).
Пасажирська платформа відсутня, тому зупинка пасажирських та приміських поїздів не передбачена. 